# União das Freguesias de Apúlia e Fão
Die União das Freguesias de Apúlia e Fão ist eine portugiesische Gemeinde (Freguesia) im Kreis (Concelho) Esposende, Distrikt Braga, im Nordwesten Portugals.

## Geschichte
Die Gemeinde entstand im Zuge der Gebietsreform vom 29. September 2013 durch die Zusammenlegung der ehemaligen Gemeinden Apúlia und Fão.
Fão wurde Sitz der neuen Verwaltung.

## Demographie

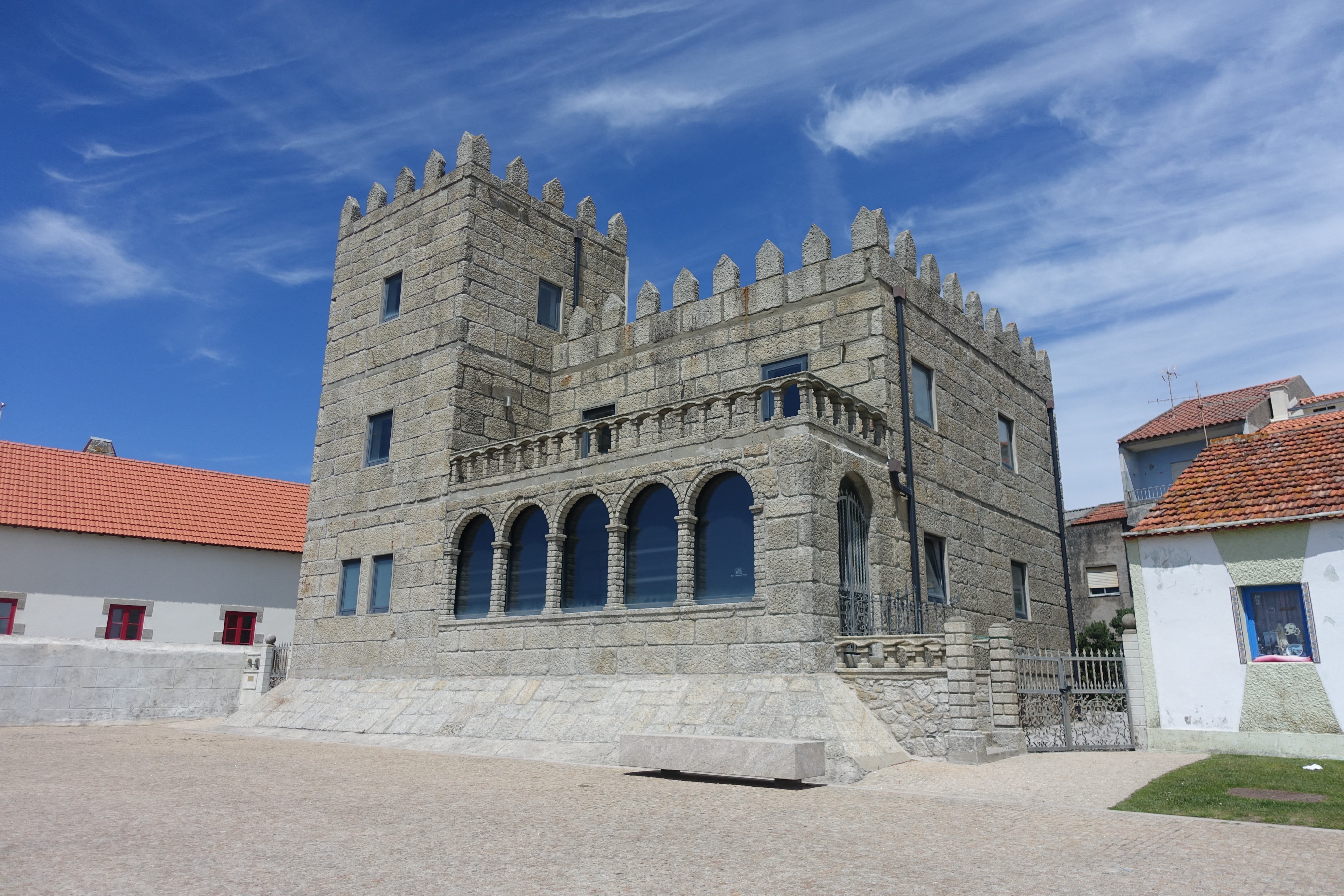
Das Kastell von Apúlia

| Freguesia | Freguesia    | Freguesia | Freguesia       | ehemalige Freguesias | ehemalige Freguesias | ehemalige Freguesias | ehemalige Freguesias |
| --------- | ------------ | --------- | --------------- | -------------------- | -------------------- | -------------------- | -------------------- |
| Wappen    | Freguesia    | Einwohner | Fläche in (km²) | Wappen               | Freguesia            | Einwohner            | Fläche in (km²)      |
|           | Apúlia e Fão | 7847      | 16,29           |                      | Apúlia               | 4227                 | 10,53                |
|           | Apúlia e Fão | 7847      | 16,29           | Fão                  | 3080                 | 5,76                 |                      |